# Cámara ENG

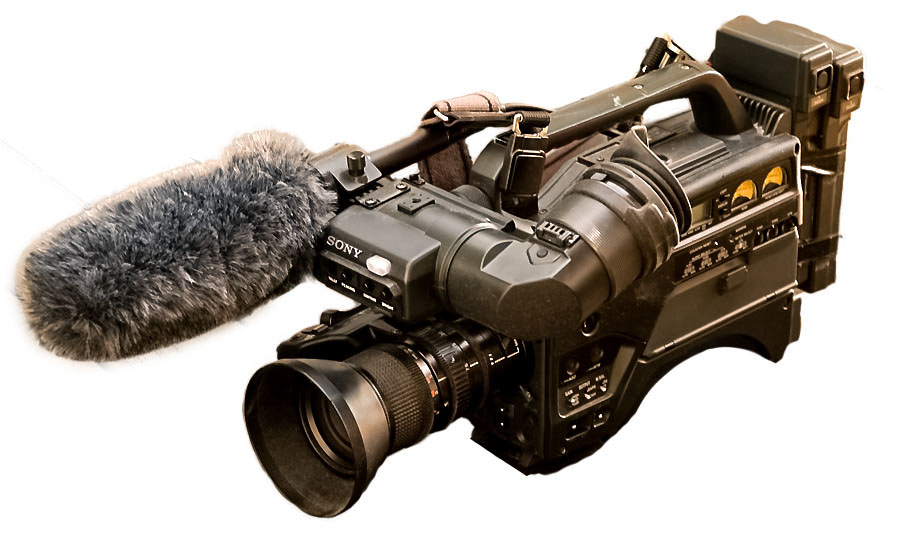
Cámara ENG de la marca Sony

Las cámaras ENG (Electronic News Gathering) son cámaras de televisión de tamaño más reducido que las cámaras de estudio o de producción que tienen como característica principal la portabilidad. Están diseñada para trabajar "al hombro". En la actualidad, las cámaras de ENG llevan incorporado el equipo de grabación de vídeo y audio. 
Estas cámaras no necesitan una CCU (Unidad de Control de Cámara) para poder operar. El propio operador es el que tiene a su disposición todos los comandos y es el responsable de la calidad de la imagen: encuadrada, nivel de blancos, negros, bien enfocada, utilización de filtros, etc.

## Características
Las cámaras de ENG, por las propias características de este trabajo, son equipos ligeros y compactos que buscan un manejo fácil con una reducción de personal e incluso de calidad técnica de la señal recogida.
Dentro del ámbito de la televisión profesional (broadcast) mantienen una mínimas características que garantizan una mínima calidad técnica y operatividad. Estas son:
- Triple sensor, con tres CCD's (antes tubo de cámara) y tres canales de señal R G B.
- Óptica de gran diámetro y luminosidad, normalmente intercambiable y con aros de foco, iris y zoom para el trabajo manual.
- Balances de blancos y negros manuales. Suelen tener, normalmente 2 memorias.
- Conexión de micrófono delantero que suele venir con el equipo. Conexiones de micrófonos externos mediante conectores de audio XLR.
- Salida de vídeo analógico por conector BNC. Entrada de señal de referencia para la sincronización del equipo.
- Sistema de anclaje en base de trípode sencillo de manejar.
- Sistema de alimentación por batería o alimentador externo.
- Conexiones de intercom.

Los formatos de grabación han venido variando en el tiempo. Desde la grabación en magnetoscopios exteriores en el formato de Umatic 3/4, en los portables de 1 pulgada B o C a los modernos sistemas de grabación en memoria RAM (sistema P2 de Panasonic), disco duro o Blu-Ray Disc, (sistema de la casa Sony).

## Desarrollo

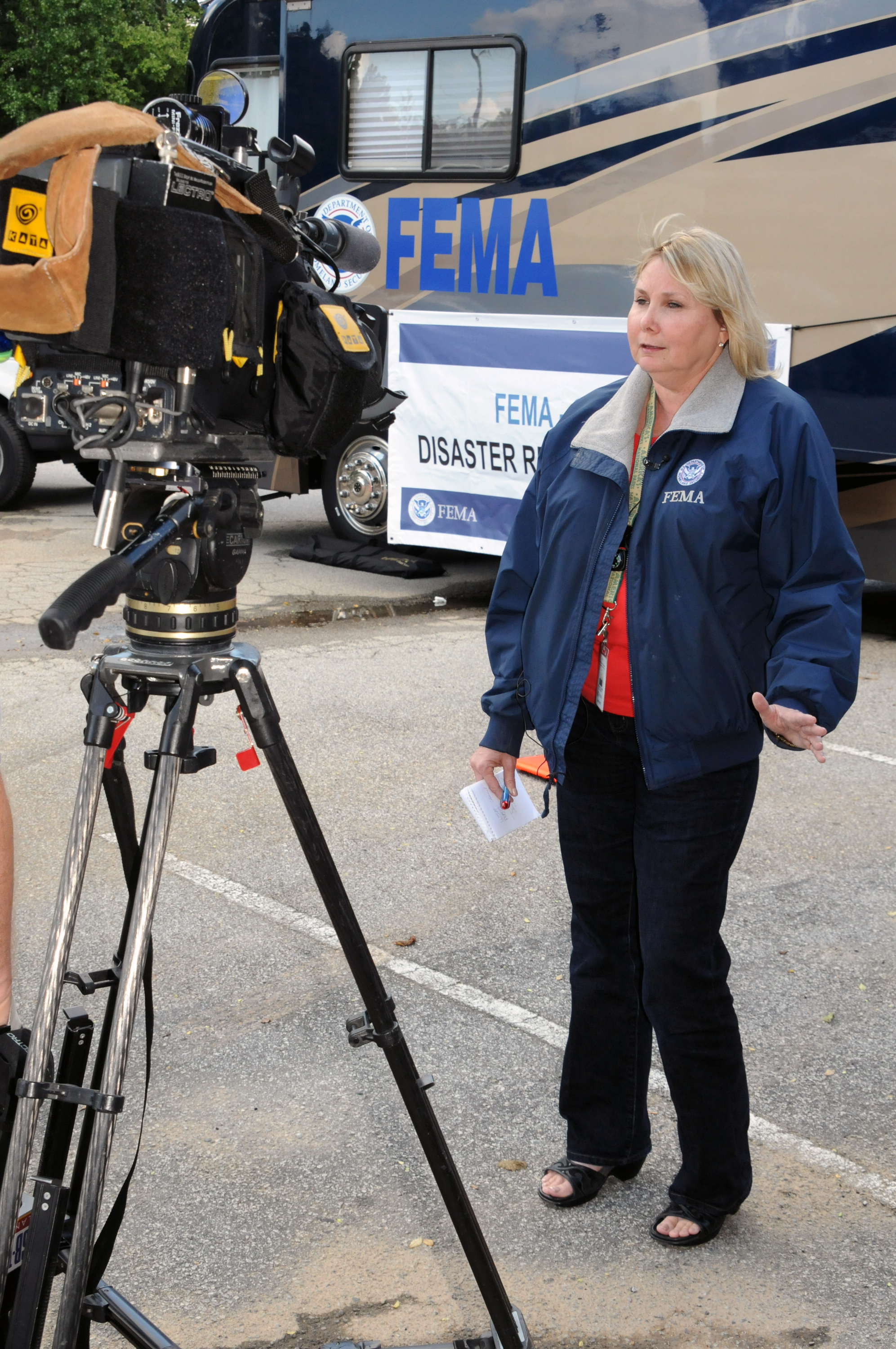
Grabación con cámara ENG

El término ENG, de buen inicio se utilizaba por el personal de redacción para diferenciar los reporteros (NG: News Gathering) que recogían las notícias de la televisión con cámaras de película tradicional de cine y los nuevos equipos (ENG: Electronic News Gathering) que recogen las noticias para la televisión con formato vídeo, en principio en cintas maganeticas y en la actualida en otros soportes.
Las cámaras ENG sustituyen la filmación con película cinematográfica de 16mm de noticias de televisión durante la década de los 70 del siglo XX. Por sus características no precisan de una preparación rápida y tediosa estando preparadas para la producción, prácticamente, después de encenderlas. Además, por su robustez y pequeño tamaño, son muy apropiadas para trabajos en condiciones extremas. 
Antiguamente estaban compuestas por la propia cámara y un magnetoscopio acoplado. En cambio, en la actualidad son unos equipos compactos, reduciendo mucho el peso y aumentando considerablemente el rendimiento.
Inicialmente estas cámaras se diseñaron para el uso exclusivo de cámaras de noticias, pero hoy en día, se utilizan como cámaras de video profesional para cualquier utilidad.
Tal y como indican sus iniciales "recopilación de noticias electrónicas" significa que estas cámaras se utilizan para grabaciones que requieren mucha movilidad y una emisión rápida. Un claro ejemplo serían los informativos de televisión.
El módulo transmisor de la cámara se puede hacer muy compacto y de bajo peso. El equipo receptor normalmente se instala en una camioneta o en un edificio próximo del lugar donde se opera con la cámara. La distancia entre el equipo receptor y la cámara depende totalmente del entorno. En la siguiente tabla podemos ver diferentes figuras sobre cámaras inalámbricas en un entorno urbano:
| Modulación | Potencia | Rango |
| ---------- | -------- | ----- |
| QPSK       | 1W       | 2 km  |
| 16 QAM     | 1W       | 1 km  |
| 64 QAM     | 1W       | 450 m |

## Ejemplos
- En Estados Unidos hay 10 canales de video ENG en cada área de comunicaciones terrestres, con una distribución frecuencial realizada por los ingenieros de radiodifusión.
- La empresa Wysong es una de las industrias líderes en el sistema ENG. Esta empresa se especializa en el diseño, fabricación, instalación y servicio del estado de calidad de la técnica de los sistemas ENG.